# Rosario Balmaceda
Rosario Francisca María Balmaceda Holley (Santiago, Chile; 26 de marzo de 1999) es una futbolista chilena. Juega de delantera en Colo-Colo de la Primera División de Chile. Es internacional absoluta con la Selección femenina de fútbol de Chile desde 2017.

## Trayectoria
Con 11 años empezó su carrera en las divisiones inferiores de Universidad de Chile.  Luego de siete años en el club, fichó en Colo-Colo, señalando que su razón para llegar al equipo albo es la visibilidad que tiene el club en el extranjero. Dejó Colo-Colo a fines de 2019.
En enero de 2020 fichó por el Santiago Morning. Anunció su salida del club al término de la temporada 2022. 
En marzo de 2023, firmó en Palmeiras. Tras un año en el club brasileño, en enero de 2024 se convirtió en nuevo refuerzo de Colo-Colo, sumando su segundo paso por la institución. 

## Selección nacional
A nivel sub-17, participó los Campeonatos Sudamericanos de 2013 y 2016.  En tanto, a nivel sub-20 participó Campeonatos Sudamericanos de 2015 y 2018.  Con la sub-20 participó además en los Juegos Suramericanos de 2018. 
Debutó en la selección chilena el 15 de septiembre de 2017, en la derrota por 1-0 ante Francia.
Fue parte de la delegación chilena que compitió en la Copa Mundial Femenina de Fútbol de 2019, habiendo disputado los 3 encuentros de la selección en dicho torneo.  Participó también en los Juegos Olímpicos de Tokio 2020 y la Copa América Femenina 2022.  
En 2025, fue convocada para representar a Chile en la CONMEBOL Copa América Femenina, su segunda participación en el torneo continental. 

### Partidos internacionales
| Selección chilena | Selección chilena | Selección chilena |
| Año               | Partidos          | Goles             |
| ----------------- | ----------------- | ----------------- |
| 2017              | 1                 | 0                 |
| 2019              | 12                | 0                 |
| 2020              | 1                 | 0                 |
| 2021              | 11                | 0                 |
| 2022              | 8                 | 0                 |
| 2023              | 4                 | 0                 |
| 2024              | 6                 | 0                 |
| 2025              | 6                 | 0                 |
| Total             | 49                | 0                 |

## Clubes
| Club                 | País   | Año       |
| -------------------- | ------ | --------- |
| Universidad de Chile | Chile  | 2011-2018 |
| Colo-Colo            | Chile  | 2018-2019 |
| Santiago Morning     | Chile  | 2020-2023 |
| Palmeiras            | Brasil | 2023      |
| Colo-Colo            | Chile  | 2024-     |

## Vida privada
Es estudiante de nutrición en la Universidad Finis Terrae.  Actualmente se especializa en el área de nutrición deportiva.

## Palmarés
| Título              | Club             | País  | Año    |
| ------------------- | ---------------- | ----- | ------ |
| Campeonato Nacional | Santiago Morning | Chile | T-2020 |
| Campeonato Nacional | Colo-Colo        | Chile | 2024   |